# География Сейшельских Островов

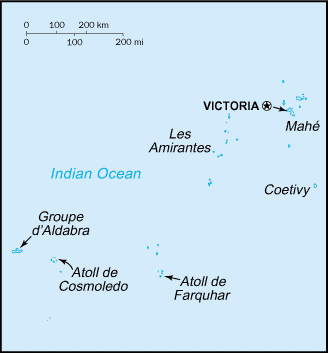

Сейшельские острова состоят более чем из 100 островов, островков и рифов Индийского океана, из которых 33 обитаемы.
По геологическому строению Сейшелы разделяются на гранитные (часть Маскаренского плато) и коралловые, по географическому признаку острова разделены на Внутренние (собственно Сейшельские, преимущественно гранитные) и Внешние (коралловые).
К 42 островам гранитной группы, общей площадью около 243,7 км², относятся острова Маэ (142 км², высшая точка всего архипелага — 905 м), Праслен (45 км²), Ла-Диг, Силуэт и др. Все острова гранитной группы удалены от Маэ не более чем на 50-70 км. Большинство населённых пунктов и основная хозяйственная деятельность на архипелаге сосредоточены на побережьях этих островов.
Во внутренних районах гранитных островов сохранились леса, в которых преобладают редкие виды пальм, панданусы, древовидные папоротники. На прибрежных низменностях естественная флора давно сменилась кокосовой пальмой и другими культурными насаждениями.
Коралловые острова — это плоские атоллы, общей площадью около 211,3 км², возвышающиеся над уровнем океана всего лишь на 4-8 м. Слагающие их известняки практически не удерживают влаги, приносимой муссонами, поэтому на атоллах часты засухи. В условиях экваториального климата (+26 — +28 °C весь год) на маломощных известняковых почвах растёт лишь кокосовая пальма.
Из-за длительной островной изоляции в растительном и животном мире Сейшел очень высок процент эндемиков — птиц, пресмыкающихся и растений, встречающихся только на этом архипелаге. Среди эндемичных островных видов муравьёв: Prionopelta seychelles, Camponotus thomasseti, Solenopsis seychellensis, Stigmatomma besucheti, Paraparatrechina illusio, Paraparatrechina luminella.